# Don Cicuta
Don Cicuta fue  un personaje de ficción interpretado por el actor Valentín Tornos en el programa Un, dos, tres... responda otra vez de Televisión española entre los años 1972 y 1973.

## Razón del personaje
La idea del personaje se debe al director del programa Chicho Ibáñez Serrador y se trata de una absoluta novedad en la historia de los concursos televisivos: alguien del programa que está en contra de los concursantes.
Se trataba de hacer una crítica sutil y sumamente irónica de algunos personajes públicos de la época del tardofranquismo, que representaban un sector de la sociedad arcaico, pacato, puritano, pedante, autoritario, adusto y conservador hasta el esperpento, lo cual contrasta con el resultado obtenido, convirtiéndose en uno de los personajes más queridos y populares del programa en aquella etapa.

## Descripción
Don Cicuta procede de un pueblo imaginario de la España rural, llamado Tacañón del Todo, cuyos habitantes permanecen anclados a las costumbres, principios y estética del siglo XIX. Don Cicuta es su principal representante y actúa como valedor de los valores de la España más oscura frente al "libertinaje" imperante en la televisión del momento. Su misión era velar para que no se sobrepasasen en el programa los límites de la decencia, la austeridad y el buen gusto.
Por ello, Don Cicuta viste como un siniestro enterrador del siglo XIX, con levita totalmente negra, sombrero alto, barba larga y gran reloj para controlar el tiempo concedido a los concursantes. En el programa es flanqueado por sus adláteres, Remigio y Arnaldo Cicutilla, interpretados por Ignacio Pérez y Javier Pajares. Según el propio Ibáñez Serrador fue la fuerza interpretativa del actor la que le llevó a concentrar los diálogos en ese único personaje

## Repercusión
El personaje se convirtió en un auténtico fenómeno sociológico y lanzó a la fama tardía a Valentín Tornos, el actor que lo interpretaba, y que contaba a sus espaldas con una larga carrera interpretativa en teatro, cine y televisión. Se le concedió el premio TP de Oro de 1972 al Personaje más popular y se hizo todo tipo de merchandising con su figura: muñecos, llaveros, camisetas, cromos, etc. Incluso se grabó un disco en el que se interpretaban las canciones Si yo fuera Kiko y Tango de Don Cicuta.

## Final
Al comienzo de la segunda etapa del programa, y por problemas de salud de Tornos, Don Cicuta no pudo continuar en el concurso, por lo que el personaje apareció testimonialmente en el primer programa, para dar paso a los que serían sus sustitutos: El Profesor Lápiz, Don Rácano y Don Estrecho, interpretados respectivamente por Pedro Sempson, Francisco Cecilio y Juan Tamariz. Fue la última aparición pública de Don Cicuta, ocurrida el 19 de marzo de 1976.